# 木下哲
木下 哲（きのした てつ、1911年（明治44年）6月 - 1961年（昭和36年）7月25日）は、昭和期の実業家、政治家。衆議院議員。

## 経歴
大分県宇佐郡安心院村（安心院町を経て現宇佐市）で、木下淳太郎、ウメの息子として生まれる。大分県立大分中学校（現大分県立大分上野丘高等学校）を経て、1935年（昭和10年）日本大学法律学科を卒業した。
家業の弁当屋・梅乃屋を継承した。兄木下郁から影響を受け、1946年（昭和21年）日本社会党に入党し、1947年（昭和22年）大分県議会議員に当選し2期在任。この間、社会党大分県連書記長、同会長を務めた。1955年（昭和30年）兄の郁が大分県知事選挙に転じたことに伴い、同年2月の第27回衆議院議員総選挙で大分県第1区から右派社会党公認で出馬して初当選し、1958年（昭和33年）5月の第28回総選挙では社会党公認で出馬して再選され、衆議院議員に連続2期在任した。この間、社会党情報部副部長などを務めた。1960年（昭和35年）民主社会党（民社党）の結成に参画し、同党大分県連の初代会長に就任した。同年11月の第29回総選挙に立候補したが次点で落選した。
その他、大分県PTA連合会長、大分鉄道構内営業 (有) 社長などを務めた。また、少年時代から野球、柔道の選手として活躍し、1958年（昭和33年）大分県体育協会長に就任した。

## 伝記
- 木下哲編集委員会編『木下哲』木下哲編集委員会、1962年。

## 親族
- 兄 木下郁（大分県知事）[2]
- 長男 木下敬之助（大分市長）[2]